# Sigurd Harald Lund

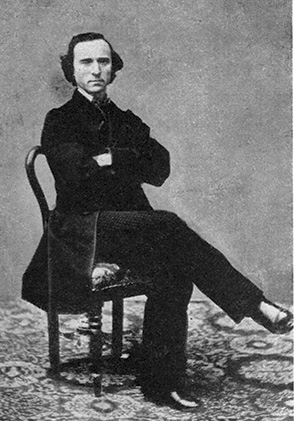
Sigurd Harald Lund

Sigurd Harald Lund född den 16 januari 1823 i Köpenhamn, död den 21 juli 1906 i Stockholm, var en balettdansare och balettmästare vid Kungliga Baletten på Kungliga Operan i Stockholm.

## Biografi
Föräldrar var skådespelaren vid Den kongelige teater i Köpenhamn Kristian Lund och Katharine Kristine Heckel. Han blev 1832 elev, 1846 sekonddansare, 1849 premiärdansör och 1853 förste solodansör. Han var balettmnästare vid Stockholmsoperan 1856-1862 och 1890-1894.
Lund var en elev till August Bournonville och ansågs som en god dansare, men från denna tid ansågs baletten inträda i en förfalloperiod, som visserligen inte bedöms ha varit Lunds fel, men som han misslyckades med att förhindra. Han komponerade även danser. 
Han gifte sig 1852 med Hansine Leonardine Hansen och ingick ett andra gifte 1862 med Hilda Lindh.  